# E5 (trasa europejska)
E5 (lub, bardziej poprawnie, E05) – jedna z tras europejskich. Jest zbudowana w kierunku północ-południe; rozpoczyna się w Greenock w Szkocji a kończy w Algeciras w Hiszpanii. Biegnie przez trzy kraje – Wielką Brytanię (Szkocję i Anglię), Francję i Hiszpanię (w tym też przez Kraj Basków).
Łącznie trasa ta ma 3281 km.

## Przebieg trasy
- Wielka Brytania: Greenock – Glasgow – Gretna – Carlisle – Lancaster – Preston – Liverpool – Warrington – Birmingham – Warwick – Banbury – Oksford – Southampton
- prom przez kanał La Manche
- Francja: Hawr – Paryż – Orlean – Tours – Poitiers – Bordeaux
- Hiszpania: San Sebastián – Burgos – Madryt – Kordowa – Sewilla – Kadyks – Algeciras

## Stary system numeracji
W latach 1950 – 1983 obowiązywał poprzedni system numeracji, według którego oznaczenie E5 dotyczyło trasy o pierwotnym przebiegu: Londyn – Wiedeń – Budapeszt – Belgrad – Aleksandropolis, którą w 1951 roku wydłużono do tureckiej miejscowości Yayladağı, zaś w 1968 roku ponownie została przedłużona – tym razem do granicy z Syrią. Przez cały czas funkcjonowania starego systemu arteria E5 była zaliczana do kategorii „A”, w której znajdowały się główne trasy europejskie.

### Drogi w ciągu dawnej E5
Lista dróg opracowana na podstawie materiału źródłowego
| Wielka Brytania | - droga nr 20 (A20): London – Maidstone - autostrada M20: obwodnica Maidstone - droga nr 20 (A20): Maidstone – Folkestone – Dover |
| przeprawa promowa | |
| Francja | - droga nr 1: Calais – Gravelines - droga nr 1: Gravelines – Dunkerque – granica z Belgią |
| Belgia | - droga E5: granica z Francją – De Panne – Nieuwpoort - droga nr 72: – Oostende - autostrada 10b: Oostende – Gent – Aalst – Brussel / Bruxelles - autostrada E5: Brussel / Bruxelles – Liège – granica z RFN                                                                            |
| Niemcy Zachodnie | - autostrada A44: granica z Belgią – Aachen - autostrada A4: Aachen – Köln - autostrada A3: Köln – Horhausen – Limburg – Wiesbaden – Frankfurt am Main – Offenbach – Aschaffenburg – Würzburg – Nürnberg – Regensburg - droga nr 8: Regensburg – Straubing – Passau – granica z Austrią |
| Austria | - droga E5: granica z RFN – Linz - autostrada A1: Linz – St. Pölten – Wien - droga nr 10: Wien – Bruck an der Leitha – Parndorf – granica z Węgrami |
| Węgry | - droga nr 1: granica z Austrią – Mosonmagyaróvár – Győr - autostrada M1: Győr – Tatabánya - droga nr M1: Tatabánya – Budapest - droga nr 5: Budapest – Kecskemét – Kiskunfélegyháza – Kistelek – Szeged – Röszke – granica z Jugosławią                                                |
| Jugosławia | - droga nr 11: granica z Węgrami – Horgoš – Subotica – Bačka Topola – Srbobran – Novi Sad – Stara Pazova – Belgrad - autostrada nr 1: Belgrad – Batočina - droga nr 1: Batočina – Pojate - autostrada A1: Pojate – Aleksinac - droga nr 1: Aleksinac – Niš                              |
| Trasa E5 rozgałęzia się na dwie odnogi: - E5N: Niš – Sofia – Silvenigrad – Edirne – Silivri - E5S: Niš – Leskovac – Kumanovo – Saloniki – Aleksandropolis – Keşan – Silivri | |
| Turcja | - droga nr 1: Silivri – İstanbul - droga E5: İstanbul – Gerede – Ankara – Adana – Yayladağı – granica z Syrią |

## Galeria

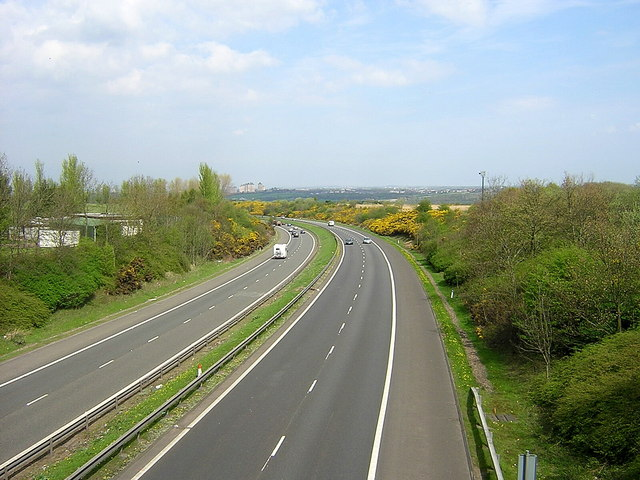
E05/M74 w Szkocji
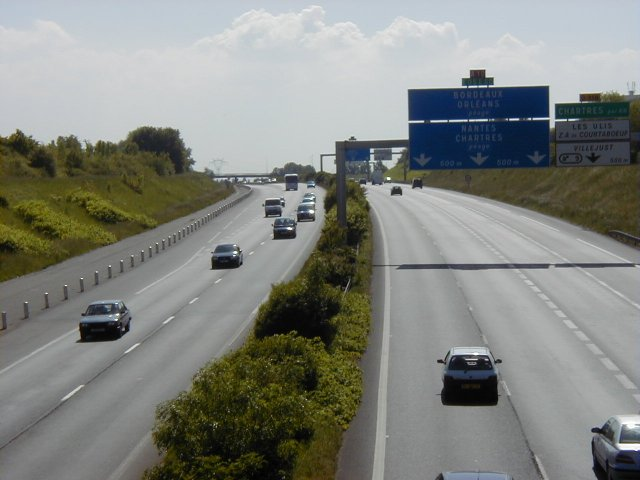
E05 na odcinku we Francji
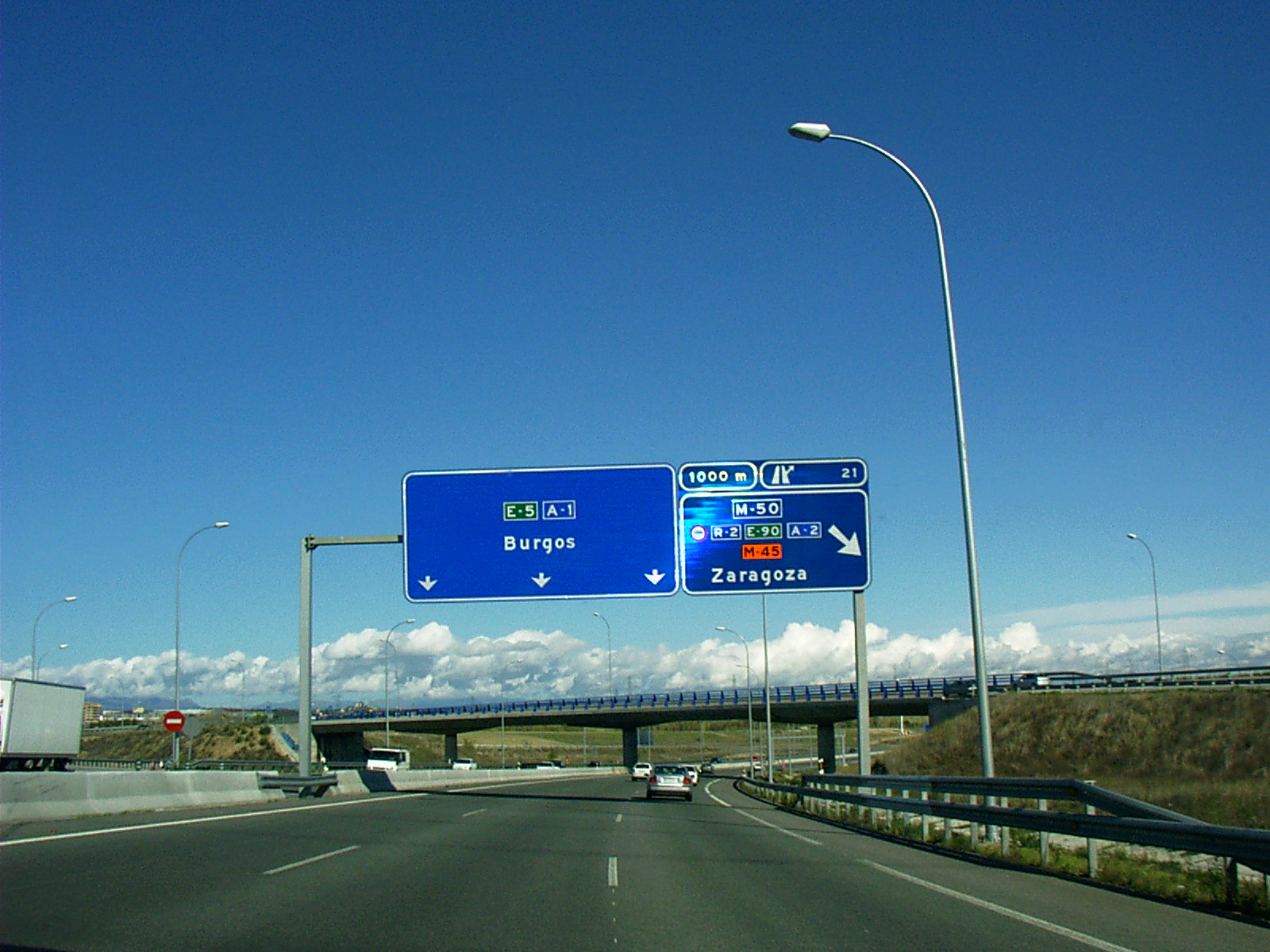
E05/A1 w Hiszpanii koło Madrytu